# Céline Caron-Dagioni
Céline Caron-Dagioni est une femme politique monégasque. Elle est conseillère de gouvernement, ministre de l'Équipement, de l'Environnement et de l'Urbanisme depuis le 1er septembre 2021.

## Carrière
De 2001 à 2010, elle travaille dans les services fiscaux. 
En 2010, elle est Secrétaire Générale du ministère des Affaires étrangères, puis de 2011 à 2018 Secrétaire Générale du Ministère de la Santé et des Affaires Sociales.
En 2018, elle est nommée Secrétaire Générale du Musée océanographique de Monaco.

## Distinctions
- Chevalier dans l’ordre de Saint-Charles (Monaco), 2016.